# Olympische Sommerspiele 1896/Leichtathletik – Diskuswurf (Männer)
Der Diskuswurf der Männer bei den Olympischen Spielen 1896 wurde am 6. April 1896 im Panathinaiko-Stadion in Athen ausgetragen. Die Teilnehmerzahl wird je nach Quelle zwischen 9 und 11 Sportlern aus 6 bis 7 Nationen angegeben.

## Rekorde
Der aufgeführte Weltrekord war damals noch inoffiziell.
| Weltrekord | 28,95 m | Griechenland | Panagiotis Paraskevopoulos | 1896 |

Der folgende olympischen Rekorde wurde während des Wettbewerbs aufgestellt:
| Olympischer Rekord | 29,15 m | Robert Garrett ( USA) | 6. April 1896 |

## Wettkampfverlauf
6. April 1896, 16:25 Uhr 

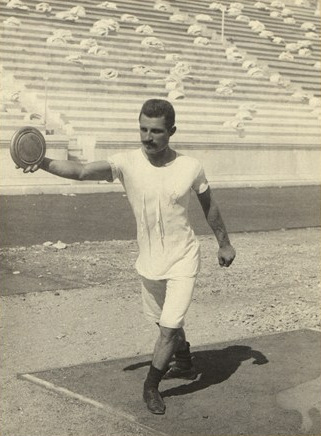
Doppelolympiasieger Robert Garret – auch im Kugelstoßen Erster, außerdem Zweiter im Hoch- sowie Weitsprung

Die Würfe wurden aus einem quadratischen Bereich mit 2 bis 2,5 Metern Seitenlänge ausgeführt. Das Wurfgerät war 2 Kilogramm schwer. Den Teilnehmern standen zunächst drei Versuche zur Verfügung, den besten drei Athleten dann weitere zwei Würfe. Garrett erzielte die Siegerweite im letzten Durchgang. Gefordert waren zudem Würfe im Stil des berühmten antiken Diskuswerfers von Myron. Dies konnten die Werfer jedoch nicht in der gewünschten Form realisieren, im Wettkampf gab es dazu offenbar auch keine Bewertung.
Um die Abweichungen in den Ergebnisübersichten der verschiedenen Quellen zu verdeutlichen, sind die Resultate in den folgenden Tabellen gegenübergestellt.

## Ergebnisse
| Platz                     | Name                       | Land         | Weite (m)    |              |
| ------------------------- | -------------------------- | ------------ | ------------ | ------------ |
| 1                         | Robert Garrett             | USA          | 29,15        | OR           |
| 2                         | Panagiotis Paraskevopoulos | GRE          | 28,95        |              |
| 3                         | Sotirios Versis            | GRE          | 27,78        |              |
| 4                         | keine Angabe               | keine Angabe | keine Angabe | keine Angabe |
| 5                         | Giorgos Papasideris        | GRE          | k. A.        |              |
| 6                         | George Stuart Robertson    | GBR          | k. A.        |              |
| 7                         | Henrik Sjöberg             | SWE          | k. A.        |              |
| Weitere Final- Teilnehmer | Adolphe Grisel             | FRA          | k. A.        |              |
| Weitere Final- Teilnehmer | Holger Louis Nielsen       | DEN          | k. A.        |              |
| Weitere Final- Teilnehmer | Viggo Jensen               | DEN          | k. A.        |              |

| Platz                     | Name                       | Land | Weite (m) |    |
| ------------------------- | -------------------------- | ---- | --------- | -- |
| 1                         | Robert Garrett             | USA  | 29,150    | OR |
| 2                         | Panagiotis Paraskevopoulos | GRE  | 28,955    |    |
| 3                         | Sotirios Versis            | GRE  | 27,780    |    |
| 4                         | George Stuart Robertson    | GBR  | 25,200    |    |
| Weitere Final- Teilnehmer | Henrik Sjöberg             | SWE  | k. A.     |    |
| Weitere Final- Teilnehmer | Giorgos Papasideris        | GRE  | k. A.     |    |
| Weitere Final- Teilnehmer | Holger Louis Nielsen       | DEN  | k. A.     |    |
| Weitere Final- Teilnehmer | Viggo Jensen               | DEN  | k. A.     |    |
| Weitere Final- Teilnehmer | Adolphe Grisel             | FRA  | k. A.     |    |

| Resultat nach zur Megede \| Platz \| Name \| Land \| Weite (m) \| \| \| ------------------------- \| -------------------------- \| ---- \| --------- \| -- \| \| 1 \| Robert Garrett \| USA \| 29,150 \| OR \| \| 2 \| Panagiotis Paraskevopoulos \| GRE \| 28,95 \| \| \| 3 \| Sotirios Versis \| GRE \| 27,78 \| \| \| 4 \| Louis Adler \| FRA \| k. A. \| \| \| 5 \| Giorgos Papasideris \| GRE \| k. A. \| \| \| 6 \| George Stuart Robertson \| GBR \| k. A. \| \| \| 7 \| Henrik Sjöberg \| SWE \| k. A. \| \| \| Weitere Final- Teilnehmer \| Carl Schuhmann \| GER \| k. A. \| \| \| Weitere Final- Teilnehmer \| Charles Winckler \| DEN \| k. A. \| \| \| Weitere Final- Teilnehmer \| Holger Louis Nielsen \| DEN \| k. A. \| \| \| Weitere Final- Teilnehmer \| Viggo Jensen \| DEN \| k. A. \| \| |                            |      |           |    |
| Platz | Name                       | Land | Weite (m) |    |
| 1 | Robert Garrett             | USA  | 29,150    | OR |
| 2 | Panagiotis Paraskevopoulos | GRE  | 28,95     |    |
| 3 | Sotirios Versis            | GRE  | 27,78     |    |
| 4 | Louis Adler                | FRA  | k. A.     |    |
| 5 | Giorgos Papasideris        | GRE  | k. A.     |    |
| 6 | George Stuart Robertson    | GBR  | k. A.     |    |
| 7 | Henrik Sjöberg             | SWE  | k. A.     |    |
| Weitere Final- Teilnehmer | Carl Schuhmann             | GER  | k. A.     |    |
| Weitere Final- Teilnehmer | Charles Winckler           | DEN  | k. A.     |    |
| Weitere Final- Teilnehmer | Holger Louis Nielsen       | DEN  | k. A.     |    |
| Weitere Final- Teilnehmer | Viggo Jensen               | DEN  | k. A.     |    |

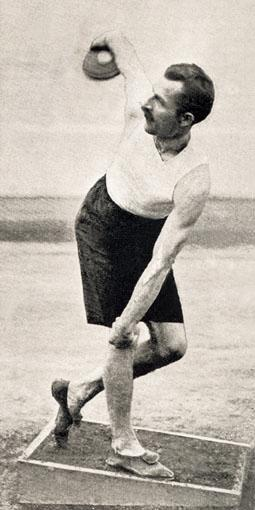
Der Olympiazweite Panagiotis Paraskevopoulos
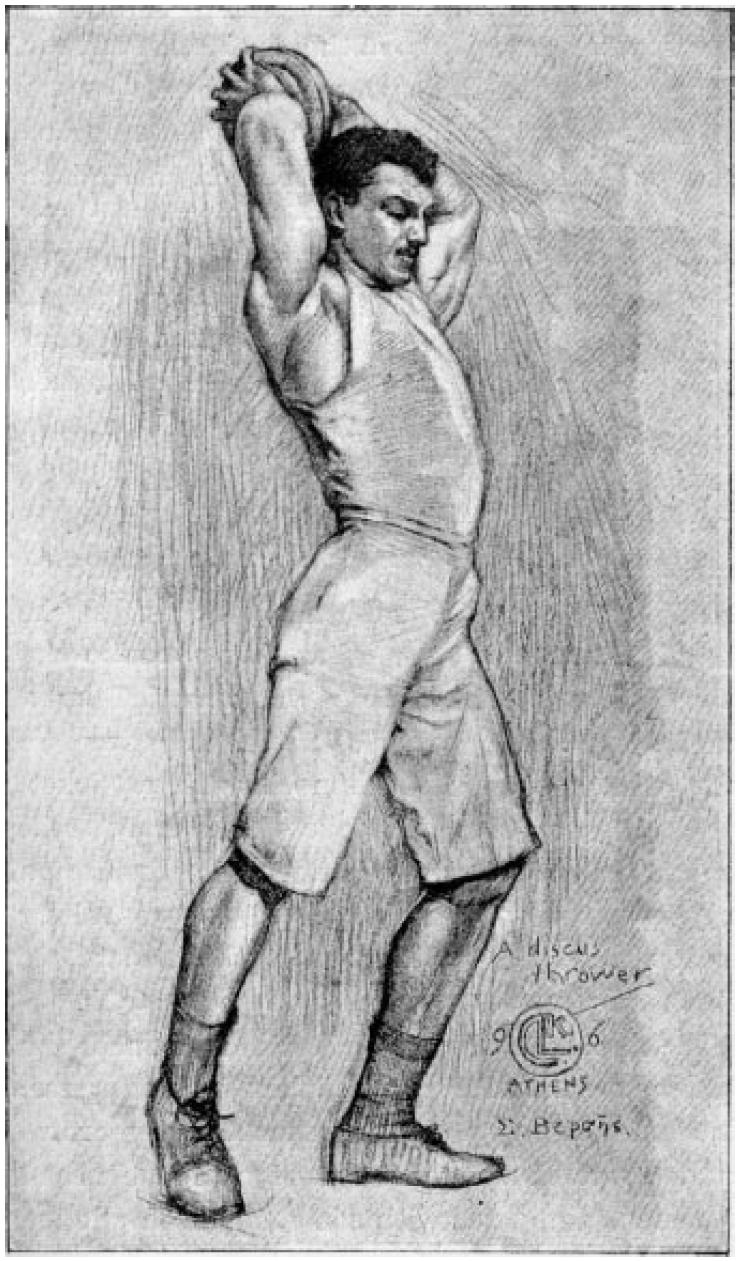
Sotirios Versis kam auf den dritten Platz
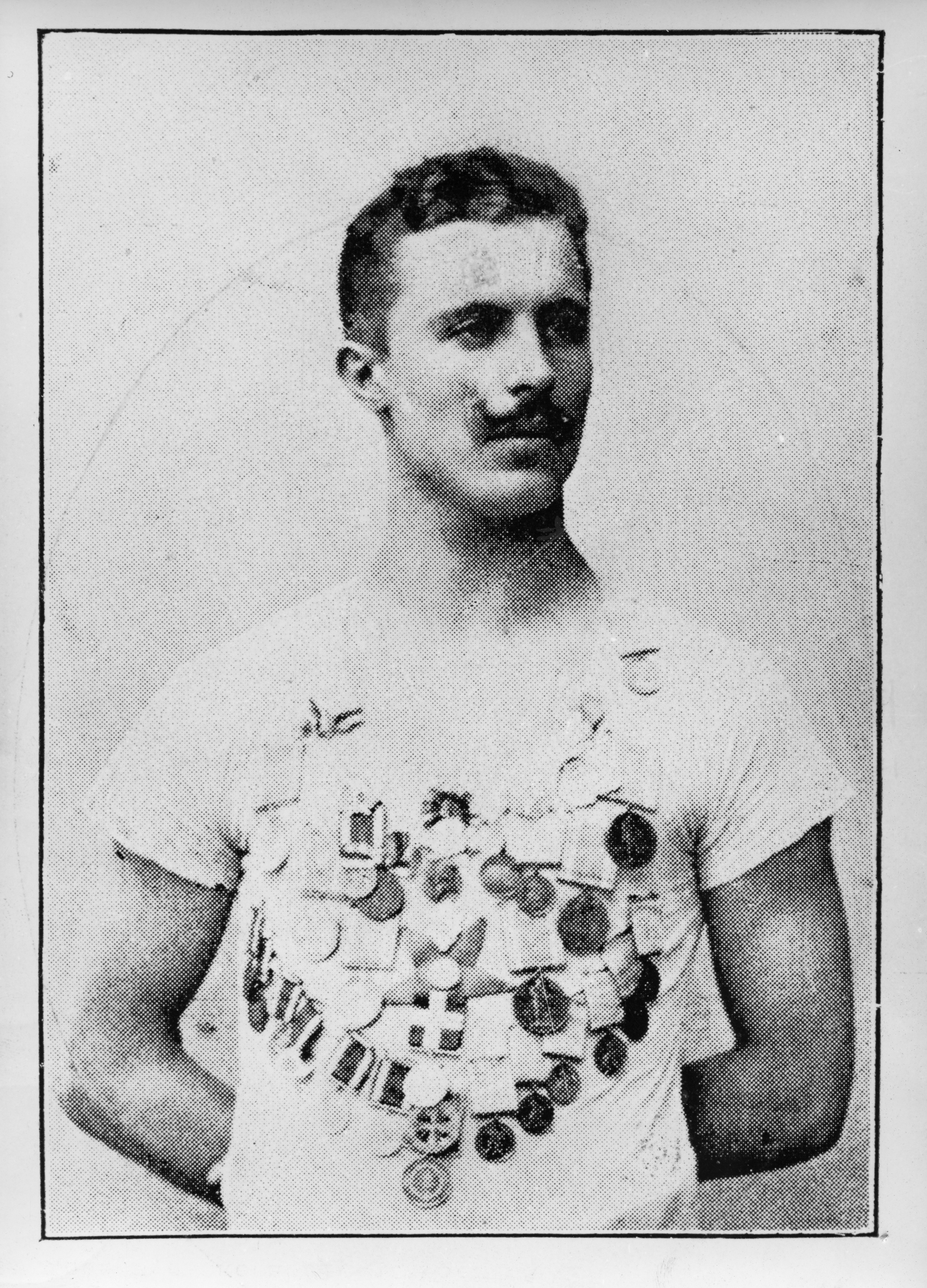
Henrik Sjöberg, in zwei Quellen auf Rang sieben geführt, ansonsten als Teilnehmer benannt, war auch im Hoch- und Weitsprung mit dabei
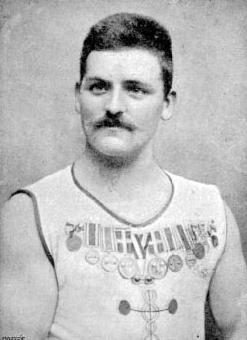
Viggo Jensens Platzierung bleibt unklar, er nahm auch am Kugelstoßen teil
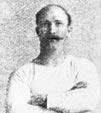
Die Teilnahme des hauptsächlich als Turner startenden Carl Schuhmann ist nur nach einer Quelle bestätigt